# François Sakama
François Sakama (ur. 12 grudnia 1987) – vanuacki piłkarz grający na pozycji pomocnika.

## Kariera klubowa
Karierę piłkarską Sakama rozpoczął klubie Tafea FC. W jego barwach trzykrotnie zdobył w mistrzostwo Vanuatu w 2006, 2007 i 2009.

## Kariera reprezentacyjna
W reprezentacji Vanuatu Sakama zadebiutował w 30 sierpnia 2007 w wygranym 15-0 meczu z Samoa Amerykańskiego w eliminacjach Mistrzostw Świata 2010. W debiucie Sakama popisał się hat-trickiem. W 2008 uczestniczył w Pucharze Narodów Oceanii. W 2012 po raz drugi uczestniczył w Pucharze Narodów Oceanii, który był jednocześnie częścią eliminacji Mistrzostw Świata 2014.